# Estado de fuga
El  estado de fuga, también llamado fuga disociativa, es una clase de amnesia en la que el individuo que la padece sufre una o más "salidas" de su personalidad de manera repentina e inesperada, es decir, que no recuerda una parte o la totalidad de su vida pasada y no sabe quién es. Ello puede dar lugar a la creación de una nueva identidad.
Suele ser temporal, llegando a durar desde horas a semanas, meses e incluso años.

## Causas
Se debe a posibles causas, entre las que destacan:
- El cumplimiento de deseos (por ejemplo, escapar del estrés  y comenzar una nueva vida).
- Los sentimientos de rechazo o de separación.
- Un fuerte shock (accidentes de tráfico, abusos sexuales, acoso, etcétera)

En estos casos, el estado de fuga puede proteger a la persona del suicidio, o ayudarle a escapar de situaciones dolorosas o traumáticas.

## Diagnóstico
Ajeno al problema de la pérdida de memoria, surge el riesgo de que el paciente desaparezca en busca de una nueva vida, abandonando a sus familiares y conocidos. Este podrá incluso llegar a viajar al extranjero o comenzar un nuevo oficio con una nueva identidad.
A menudo la persona no tiene síntomas, o simplemente se encuentra ligeramente confusa. No obstante, si el estado de fuga llegase a su fin, volvería de repente a su estado inicial, recuperando la dolorosa sensación de la que intentaba huir.
En otras ocasiones, la persona recupera levemente la identidad inicial durante breves periodos de tiempo, dando lugar a sucesos de polarización, si la persona recuperara totalmente la identidad inicial, algunos de sus recuerdos quedarían bloqueados.